# زن اغواگر (فیلم ۲۰۰۲)
زن اغواگر (فرانسوی: femme fatale‎) یک فیلم جنایی-هیجانی به کارگردانی برایان دی پالما محصول سال ۲۰۰۲ کشور فرانسه است.
در این فیلم بازیگرانی همچون ربکا رومین، آنتونیو باندراس، پیتر کایوتی، ری راسموسن، اریک ابوآنی، تیری فرمون، گرگ هنری، اوا دارلان، جان استیموس بازی کرده اند.

## خلاصه داستان
لوری اش یک سارق جواهرات است. او در قالب یک عکاس در جشنواره کن ۲۰۰۱ شرکت می‌کند تا زنی ثروتمند که جواهرات گرانقیمتی دارد را به دام بیندازد. لوری نهایتاً موفق به سرقت جواهرات می‌شود و آنگاه راه گریز را پیش می‌گیرد.
او پس از این سرقت ده میلیون دلاری به پاریس می‌رود. در آنجا او تصادفاً با زن دیگری را که پریشان حواس بوده و پس از روانی شدن کشور را ترک کرده اشتباه گرفته می‌شود و بنابراین هویت او برای خود انتخاب می‌کند.
هفت سال بعد لوری بعنوان همسر سفیر جدید ایالات متحده آمریکا در فرانسه ظاهر می‌شود. پس از اینکه یک عکاس مخفی اسپانیایی به اسم بارتو (با بازی آنتونیو باندراس) مخفیانه از او عکس می‌گیرد بنابراین تلاش‌های لوری برای نابود کردن بارتو و پنهان کردن هویت قبلی اش آغاز می‌شود.